# Hunne zu Pferde

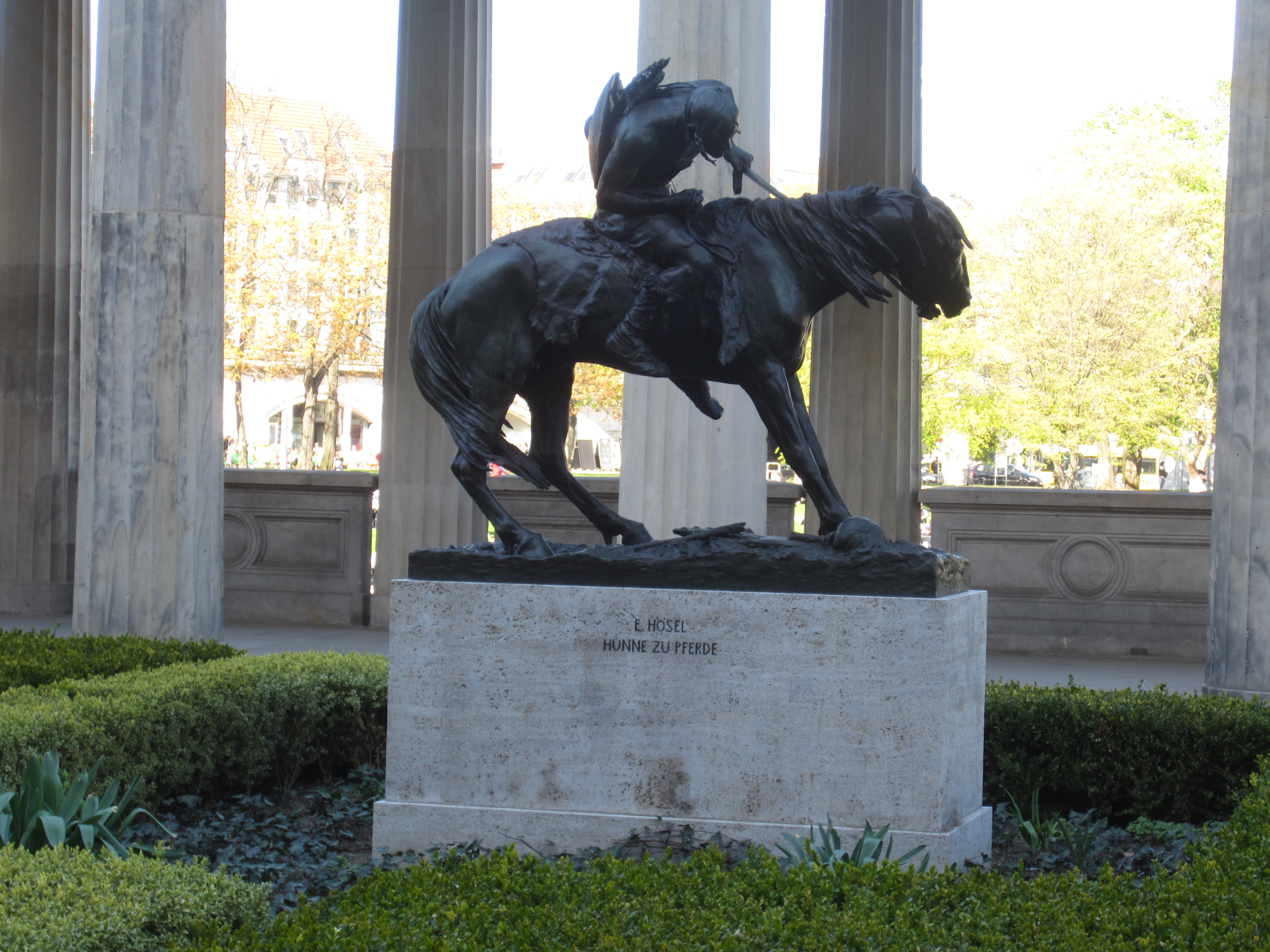
Der Hunne zu Pferde im Kolonnadenhof auf der Museumsinsel

Der Hunne zu Pferde ist eine Bronzefigur des Bildhauers Erich Hösel, die einen hunnischen Krieger darstellt.

## Geschichte
Die Figur wurde 1895 aus Bronze gegossen und 1897 durch die Nationalgalerie erworben. Bis 1929 stand sie im Kolonnadenhof der Alten Nationalgalerie auf der Museumsinsel in Berlin. 1929 stellte sie der preußische Minister für Wissenschaft, Kunst und Volksbildung, Carl Heinrich Becker, der damaligen Volksschule an der Rennbahnstraße (heutige Schule an der Bovestraße) zu ihrer Einweihungsfeier zur Verfügung. Vor dem Schulgebäude im Hamburger Bezirk Wandsbek stand der Hunne zu Pferde dann bis ins Jahr 2015.
Aufgrund zunehmender Bronze-Diebstähle in Hamburg beschloss die Stiftung Preußischer Kulturbesitz, die Leihgabe nach Berlin zurückzuholen. Seit dem 11. Dezember 2015 ist der Hunne zu Pferde nun wieder im Kolonnadenhof aufgestellt.

## Beschreibung
Der Hunne zu Pferde ist eines der ungewöhnlichsten Reiterstandbilder des späten 19. Jahrhunderts. Es zeigt einen lebensgroßen berittenen hunnischen Krieger, dessen Pferd vor einem auf dem Boden liegenden Totenschädel zurückscheut. Im Gegensatz zum ausweichenden Pferd steht der Reiter, der sich mit einem Lächeln im Gesicht hinabbeugt, um den Schädel zu begutachten. Bewaffnet ist der Hunne mit Schild und Bogen. Sein Haar trägt er geflochten.

## Rezeption
Nachdem Erich Hösel 1903 Leiter der Gestaltungsabteilung der Meißner Porzellanmanufaktur geworden war, entstand 1905 eine ca. 32 cm lange und 30 cm hohe Nachbildung aus Porzellan.